# Air Dauphiné
Air Dauphiné était une compagnie aérienne française basée sur l' aéroport de Grenoble-Eybens puis Grenoble-St Geoirs assurant du transport à la demande de passagers et fret mais aussi des lignes régulières au départ de Grenoble.

## Histoire

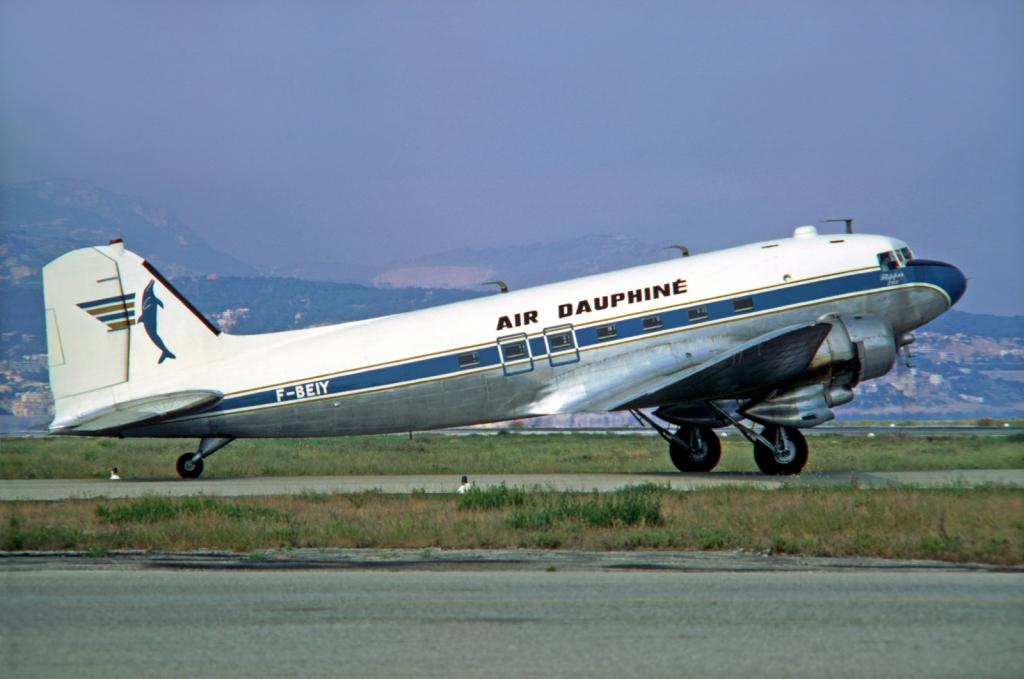
Douglas DC-3 d'Air-Dauphiné F-BEIY à Nice le 04 mai 1970.

L'aventure Air Dauphiné commence le 30 octobre 1963 avec plusieurs associés comme Pierre Niçoise, Marcel Le Roy, André Delalandre et Gaëtan Falgon, des cadres de l'Aéro-club du Dauphiné.
La compagnie s'installe au 6 Rue du Commandant Gilot (angle 9 Rue du Colonel Dumont) à Grenoble. Sa base sera dans un premier temps l'aéroport de Grenoble-Eybens connu sous Grenoble- Jean Mermoz,, avant celui ouvert pour les 10ème jeux Olympiques d'Hiver de Grenoble de 1968, l'aéroport Grenoble-Saint-Geoirs.
Elle commencera avec des liaisons rapides entre les stations de skis et les aéroports internationaux, ou de station à station comme l'altiport de l'Alpe-d'Huez.
Air Dauphiné appartient alors au groupe Fraissinet (Air Bourgogne, Air Affaires, Transair...).
En juillet 1965, sur un Beechcraft-sferma-60 marquis de 7 places, François Rude, pilote chez Air Dauphiné, établit le record jamais égalé sur la ligne Paris- le Bourget/ Grenoble Eybens en 55 minutes avec 5 passagers,.
Au 31 décembre 1966, les Etablissements RUBY de Voiron (Laboratoires Ruby, Hôtel de la Poste de Voiron, La Ouatose, Golfe de Guinée, Société Dauphinoise d'investissement et société de développement Régional), détenait des actions d'Air Dauphiné.
En 1967, sa flotte est composée d'un Beechcraft-SFERMA Marquis  et deux Cessna 185.
Elle propose alors au départ de Grenoble-Jean Mermoz une ligne vers Paris-Le Bourget en Cessna 185 de 5 places ou en Beechcraft Marquis de 5 places, une ligne vers Lyon en Cessna 185 et une ligne vers Cannes-Nice en Cessna 185.
Air Dauphiné est représenté à Grenoble, Paris, Marseille, Lyon, Genève, Gênes, Montreux, Alpe d'Huez, Courchevel, Megève et Serre Chevalier.
Elle devient entièrement la compagnie des Transports Aériens Réunis (TAR),, en 1971, compagnie basée à Nice (liquidée en 1975)qui détient alors un Douglas DC-7, un Carvair, deux Vickers Viking et un Douglas DC-3.

## Le réseau
- Grenoble - Lyon Bron
- Grenoble - Paris Le Bourget[23]
- Grenoble - Méribel
- Alpe-d'Huez - Méribel.
- Grenoble - Cannes - Nice[15]

## Flotte
- Pilatus PC-6A Turbo Porter[24],
- Cessna[25] 185 C Skywagon immatriculé F-BMCV,
- Cessna 206[26]
- Beechcraft-SFERMA 60 Marquis[14],[27],
- Douglas DC-3 immatriculé F-BEIY.